# Elenantilopen
Die Elenantilopen (Taurotragus) bilden eine Antilopengattung aus der Familie der Hornträger (Bovidae). Es gibt zwei Arten, die beide in Afrika leben:
- Riesen-Elenantilope (Taurotragus derbianus (Gray, 1847))
- Elenantilope (Taurotragus oryx (Pallas, 1766))

Elenantilopen zählen zu den größten Antilopen, sie erreichen eine Kopf-Rumpf-Länge von bis zu 3,5 Metern, eine Schulterhöhe von bis zu 1,8 Metern und ein Gewicht von 400 bis 1000 Kilogramm. Sie haben einen massiven, wuchtigen Körper mit relativ schlanken Gliedmaßen und einen langen Schwanz. Charakteristisch ist eine vor der Kehle bis zur Brust reichende Wamme. Die Arten unterscheiden sich vorwiegend in der Fellfärbung, die bei der Riesen-Elenantilope rötlichbraun, bei der Gewöhnlichen Elenantilope eher graubraun ist. Beide Arten sind mit schmalen, weißen Querstreifen versehen. Trotz ihres Namens ist die Riesen-Elenantilope nicht größer, hat aber längere Hörner.
Beide Geschlechter der Elenantilopen tragen eng gedrehte Hörner, die bei der Riesen-Elenantilope bis zu 1,2 Meter lang sein können. 
Systematisch bildet die Gattung Tragelaphus, zu der unter anderem Nyalas, Kudus und Bongos gehören, ihre nächsten Verwandten; manchmal werden die Elenantilopen sogar in diese Gattung eingegliedert. Die beiden Gattungen unterscheiden sich aber neben den Ausmaßen unter anderem darin, dass bei den Tieren der Gattung Tragelaphus – mit Ausnahme des Bongo – der Schwanz kürzer ist und nur die Männchen Hörner tragen. Beide Gattungen bilden die Tribus der Tragelaphini, welche innerhalb der Hornträger zur Unterfamilie der Bovinae gerechnet wird.
Näheres siehe unter den beiden Artartikeln.